# Тхэджо (правитель Корё)
Тхэджо (кор. 태조, 太祖, Taejo) — первый правитель единой Кореи, основатель династии Ван и государства Корё, существовавшего на территории Корейского полуострова в период с X по XIV век. Ван Гон правил государством с 918 (окончательно установил власть только в 936 году) по 943 год. Фамилия и имя — Ван Гон (кор. 왕건, 王建, Wang Geon), второе имя — Якчхон. Посмертный титул — Синсон тэван (кор. 신성대왕, 神聖大王, Sinseong-Daewang).
Правил под девизом правления Чхонсу.

## Юность
Ван Гон родился в 877 году во влиятельной купеческой семье из города Сондо (ныне Кэсон). Его отец, Ван Рюн (кор. 왕륭, 王隆), разбогател на торговле с Китаем. В то время Корея была поделена на три государства, ведущих между собой войну за господство над всем полуостровом. Многие местные лидеры и бандиты объединились против власти слабевшего государства Силла. Набравший силу повстанец Кунъе противостоял Силла, взяв в 895 году родной город Ван Гона Сондо.

## Приход к власти
Ван Гон вместе со своим отцом и другими влиятельными представителями богатых кланов поступили на службу к Кунъе. Ван Гон так хорошо проявил себя в качестве воина, что Кунъе назначил его своим генералом. В 900 году Ван Гон провел успешное нападение на Хупэкче, в 903 году провел против них успешную морскую кампанию. В 913 году Ван Гон назначен правителем государства Тхэбон. Тем временем Кунъе стал называть себя Буддой, а с несогласными он жестоко расправлялся; в том числе Кунъе приказал казнить свою жену и двух своих сыновей. Его действия вызывали большое недовольство в стране.

## Коронация, создание династии Корё
В 918 году высокопоставленные военачальники Хон Ю, Пэ Хён-гён, Син Сунгём и Пок Чигём устроили заговор с целью свержения власти Кунъе. В поисках нового лидера государства военачальники обратились к Ван Гону, который поначалу не был готов стать правителем, но позже генералы всё-таки смогли его уговорить стать основоположником новой династии. После того как в 918 году Кунъе был убит, военачальники провозгласили Ван Гона новым правителем Кореи. Ван Гон переименовал государство в Корё, дав начало династии Корё. При Ван Гоне государственной религией Корё стал буддизм. Ван Гон продолжал борьбу в северной Корее и в Маньчжурии, заключая союзы с местными кланами.

## Объединение Кореи
В 927 году мятежник Кён Хвон захватил столицу Силла, Кёнджу, убив местного правителя и поставив марионеточного монарха. Ван Гон, узнав планы мятежников по захвату Корё, планировал атаку кавалерией на Кён Хвона по его пути домой, но потерпел поражение в битве, потеряв высокопоставленных военачальников, в том числе Син Сунгёма, лично короновавшего Ван Гона. В 935 году последний король Силла, Кёнсун, поняв, что вернуть государство у него не выйдет, обратился за помощью к Ван Гону. Ван Гон с радостью принял его в расположение, дав Кёнсуну титул принца, также приняв дочь Кёнсуна в качестве одной из своих жён. Эти события вызвали отвращение к Кён Хвону. В том же году старший сын Кён Хвона, Сингом, взбунтовался против своего отца и заточил его в буддистском храме. В 936 году Ван Гон начал последнюю кампанию против Сингома. Сингом пытался оказать сопротивление, но он столкнулся с проблемами и внутренними конфликтами и сдался Ван Гону. Впервые за долгое время Корея была объединена под властью единого правителя — династии Корё, и останется единой вплоть до окончания Второй мировой войны. Ван Гон правил Кореей вплоть до своей смерти от болезни в 943 году.

## Память
Объединение поздних трёх корейских государств в 936 году было очень важным в истории Кореи; объединение Силла в 668 было выполнено только половиной корейского народа, в результате чего север Кореи принадлежал противникам Корё. Несмотря на прошлое, после объединения Кореи под властью единого правителя Ван Гона корейцы пришли к соглашению жить вместе единой нацией в едином государстве. Корея оставалась единой на протяжении тысячелетия, вплоть до разделения государства на Северную и Южную Кореи в 1948 году. Современные корейцы чтят память Ван Гона как объединителя нации, особенно во время нынешнего конфликта.